# Rozino (Chaskovo)
Rozino (Bulgaars: Розино) is een dorp in het zuiden van Bulgarije. Het is gelegen in de gemeente Ivaïlovgrad, oblast Chaskovo. Het dorp ligt hemelsbreed 60 km ten zuidoosten van de stad Chaskovo en 253 kilometer ten zuidoosten van Sofia.

## Bevolking
Op 31 december 2019 werden er 56 inwoners in het dorp geregistreerd door het Nationaal Statistisch Instituut van Bulgarije, een daling vergeleken met het maximum van 195 personen in 1965. In de periode 1985-1989 emigreerden veel inwoners naar Turkije, als gevolg van de bulgariseringscampagnes van het communistisch regime, waarbij het Bulgaarse Turken verboden werd om hun moedertaal te spreken en hun religie vrij uit te oefenen.
|  |

Slechts 30 van de 57 inwoners van het dorp Rozino reageerden op de optionele volkstelling van 2011. Van deze 30 respondenten identificeerden 27 personen zichzelf als etnische Turken, terwijl er drie etnische Bulgaren werden geteld. 
| Etnische samenstelling van de respondenten (2011) | Etnische samenstelling van de respondenten (2011) | Etnische samenstelling van de respondenten (2011) | Etnische samenstelling van de respondenten (2011) | Etnische samenstelling van de respondenten (2011) |
| ------------------------------------------------- | ------------------------------------------------- | ------------------------------------------------- | ------------------------------------------------- | ------------------------------------------------- |
|                                                   |                                                   |                                                   |                                                   |                                                   |
| Bulgaren                                          | Bulgaren                                          |                                                   | 10,0%                                             | 10,0%                                             |
| Turken                                            | Turken                                            |                                                   | 90,0%                                             | 90,0%                                             |
| Roma                                              | Roma                                              |                                                   | 0,0%                                              | 0,0%                                              |
| Anders/Onbekend                                   | Anders/Onbekend                                   |                                                   | 0,0%                                              | 0,0%                                              |